# Vester Ørsted
Vester Ørsted (dansk) eller Wester-Ohrstedt (tysk) er en landsby og kommune beliggende 10 kilometer øst for Husum i det vestlige Sydslesvig. Administrativt hører kommunen under Nordfrislands kreds i den nordtyske delstat Slesvig-Holsten. Kommunen samarbejder på administrativt plan med andre kommuner i omegnen i Fjolde kommunefællesskab (Amt Viöl). Til kommunen hører også Bremsborg/Vesterholt. I kirkelig henseende hører landsbyen under Svesing Sogn. Sognet lå i Sønder Gøs Herred (Husum Amt, Sønderjylland), da området tilhørte Danmark.
Vester Ørsted er første gang nævnt 1438. Stednavnets led Ør- er afledt af oldnordisk ārr i betydning bud og engel eller af oldnordisk arðr (gl.dansk arthær) i betydning plov
Ørsted Banegård (tysk: Ohrstedt-Bahnhof) syd for Øster Ørsted hører til Vester Ørsted kommune og er fælles station for begge byer.

## Kendte
- Claus Jaspersen (23. juli 1777 i Bremsborg ved Vester Ørsted - 4. oktober 1847 Nordskov ved Gelting), dansk jurist, medlem af den slesvigske stænderforsamling[2]